# Энтомологическое обозрение
«Энтомологическое обозрение» — российский научный журнал Русского энтомологического общества и РАН, посвящённый проблемам энтомологии. Основан в 1901 году.

## История
Основан в 1901 году в Ярославле как «Русское энтомологическое обозрение» и издавался на личные средства энтомологами Д. К. Глазуновым, Н. Р. Кокуевым, А. П. Семёновым-Тян-Шанским, Т. С. Чичериным, Н. Н. Ширяевым и А. И. Яковлевым. Журнал несколько раз менял название и издателей.
Решением Совета Русского энтомологического общества (РЭО) от 22 октября 1903 года была выделена субсидия ярославским издателям «Русского энтомологического обозрения» по их просьбе, и с 1904 года журнал издается при содействии РЭО.
С 1906 года становится печатным органом Русского энтомологического общества и начинает издаваться в Санкт-Петербурге. С 1918 по 1921 год приостанавливал свою деятельность.
С 1922 года журнал издается в Государственных издательствах Москвы и Петрограда. В связи с организационными и финансовыми проблемами журнал не выходил в 1924 и 1931—1932 годах
С 1933 года журнал выходит под названием «Энтомологическое обозрение» (как продолжение «Русского энтомологического обозрения») и издается сектором науки Народного комиссариата просвещения.
С 1935 по 1938 год журнал издается в собственном издательстве Государственного всесоюзного энтомологического общества. С 1939 по 1944 год журнал вновь прервал издание. С 1945 года журнал издается при поддержке АН СССР (Российской Академией наук). До 1964 года издание осуществляло издательство АН СССР, а далее — издательство «Наука».

#### Главные редакторы журнала
- Ф. А. Зайцев (1901)
- Н. Р. Кокуев (1902—1903)
- А. П. Семёнов-Тян-Шанский (1904)
- Н. Я. Кузнецов (1905—1908)
- Ф. А. Зайцев (1909—1911)
- В. В. Редикорцев (1912—1917)
- Н. Я. Кузнецов (1922—1930)
- Е. Н. Павловский (1933—1953)
- А. А. Штакельберг (1953—1975)
- Г. С. Медведев (1976—1987)
- О. Л. Крыжановский (1987—1994)
- Г. С. Медведев (1994—2009)
- В. Ф. Зайцев (2009—2012)
- Б. А. Коротяев (с 2012)[5]

## Современное состояние
Журнал выходит 4 раза в год на русском языке (каждый номер примерно по 200 страниц), а также переводится на английский язык и выходит под названием «Entomological Review». Печатается в издательстве «Наука». В 2021 году вышел 100-й том журнала. Журнал включён в Список научных журналов ВАК Минобрнауки России. Редакция расположена в Зоологическом институте РАН (Санкт-Петербург).

## Редколлегия
Б. А. Коротяев (главный редактор), Л. Н. Анисюткин (ответственный секретарь), C. А. Белокобыльский; А. Ф. Емельянов; Р. Д. Жантиев; В. А. Павлюшин; А. В. Пучков; А. П. Расницын; С. Я. Резник; А. В. Селиховкин; А. А. Стекольников; И. Х. Шарова

## ISSN
- ISSN ONLINE: 1555-6689
- ISSN 0367-1445